# 胡旭盱
胡旭盱（1915年—1945年6月21日），中華民國國民革命軍中校，陣亡後追授少將，在中日戰爭期間與中國共產黨作戰中陣亡。

## 生平
胡旭盱生於湖南省長沙，中央軍官學校第八期砲兵科畢業，抗日戰爭末期的職務為第三戰區陸軍突擊總隊第一突擊隊司令，國民政府的公告稱1945年6月他於浙江孝豐陣亡，1946年4月16日追授陸軍少將。
但是据《粟裕回忆录》载，此人是在天目山战役中被新四军击毙。此說法在突擊總隊隊長李默庵的回憶錄得到證實，其於1945年6月21日在孝豐東南方的一個峽谷突圍失敗陣亡。同時陣亡的還有國民革命軍第79師上校參謀長羅先覺。